# Millennium Actress
Atriz Milenar (千年女優, Sennen Joyū) é um filme japonês de animação de 2001, escrito e dirigido por Satoshi Kon. Vagamente baseado nas vidas das atrizes Setsuko Hara e Hideko Takamine, conta a história de dois documentaristas que investigam a vida de uma lenda da atuação aposentada. Enquanto ela conta a história de sua vida, a diferença entre realidade e cinema torna-se cada vez mais indistinta.

## Sinopse
Genya Tachibana, um documentarista, e seu operador de câmera entrevistam a ex-atriz Chiyoko Fujiwara sobre sua carreira. Enquanto Chiyoko se lembra de seu passado, Tachibana e seu cinegrafista se encontram em uma incrível jornada através do tempo, dentro das memórias da atriz.